# メナンドロス (アテナイの将軍)
メナンドロス（希: Μένανδρος、ラテン文字転記：Menandros、生没年不明、紀元前5世紀）は、ペロポネソス戦争期のアテナイの将軍である。
メナンドロスが初めて言及されるのは紀元前414年のシケリア遠征にニキアスの部将として参加した時である。メナンドロスは病に臥せったニキアスに代わって同年の終わりまでエウテュデモスと共に一時的に総司令官の地位にあったが、それ以外には遠征を通してさほど大きな働きは示していない。紀元前409年の冬、メナンドロスはランプサコスでアルキビアデスの部将としてアテナイと対立していたペルシアの太守ファルナバゾスと戦った。紀元前405年には将軍の一人（同僚はアデイマントス、ケフィソドトス、コノン、テュデウス、フィロクレス）として艦隊を率い、アイゴスポタモイでリュサンドロス率いるスパルタ艦隊と対峙した。この時トラキアの王の許に身を寄せていたアルキビアデスがアテナイ艦隊の許へと来て、今いる場所は食料を調達しにくい場所なので艦隊を食料を調達しやすいセストスに動かすべきだと忠告し、またもし指揮権を分けてくれればトラキアの王メドコスとセウテスからの援軍を率いてくると申し出たが、メナンドロスをはじめとする将軍たちは勝てばアルキビアデスの手柄になり、負ければ自分たちの責任になると考えてそれを無視した。その結果はスパルタ艦隊に対する惨めな敗北であった（アイゴスポタモイの海戦）。この戦い以後メナンドロスがどうなったのかは知られていない（仮に捕虜になっていれば、処刑された）。

## 註
1. ↑  トゥキュディデス, VII. 16
2. ↑  トゥキュディデス, VII. 69
3. ↑  ディオドロス, XIII. 13
4. ↑  クセノポン, I. 2. 16
5. ↑  クセノポン, II. 1. 16
6. ↑  クセノポン, II. 1. 26
7. ↑  ディオドロス, XIII. 105